# تئودورو مائوری
تئودورو مائوری (انگلیسی: Teodoro Mauri; ۱۴ ژوئن ۱۹۰۳ – ۴ ژوئیهٔ ۱۹۶۰) بازیکن فوتبال اهل اسپانیا بود.
از باشگاه‌هایی که در آن بازی کرده‌است می‌توان به باشگاه فوتبال اسپانیول و باشگاه ورزشی اروپا اشاره کرد.
وی همچنین در تیم ملی فوتبال کاتالونیا بازی کرده‌است.